# Ul'kan (fiume)
L'Ul'kan (in russo Улькан?) è un fiume della Siberia orientale, affluente di destra della Kirenga (bacino della Lena). Scorre nell'Oblast' di Irkutsk, in Russia.
Il fiume ha origine dalle pendici occidentali dei Monti del Bajkal. Prima della confluenza con il fiume 
Pravyj Ul'kan (Ul'kan destro) si chiama Levyj Ul'kan (Ul'kan sinistro); sfocia nella Kirenga a 294 km dalla sua foce. Il fiume ha una lunghezza di 224 km; l'area del suo bacino è di 7 670 km². È il maggior affluente della Kirenga dopo il 
Chanda. Alla foce del fiume si trova l'omonimo villaggio di Ul'kan.